# Dongbaek (métro de Séoul)
Dongbaek ( hangeul : 동백역 ; hanja : 東栢驛 ) est une station de la ligne Yongin Everline à Jung-dong, Giheung-gu, Yongin, en Corée du Sud .

## Situation sur le réseau

Plan du réseau (2023)

La station Dongbaek est une station de la ligne Yongin Everline du métro de Séoul :
C'est une station aérienne, située entre la station Eojeong en direction du terminus est Giheung, et la station Chodang en direction du terminus est Jeondae–Everland.